# Dezső Gyarmati

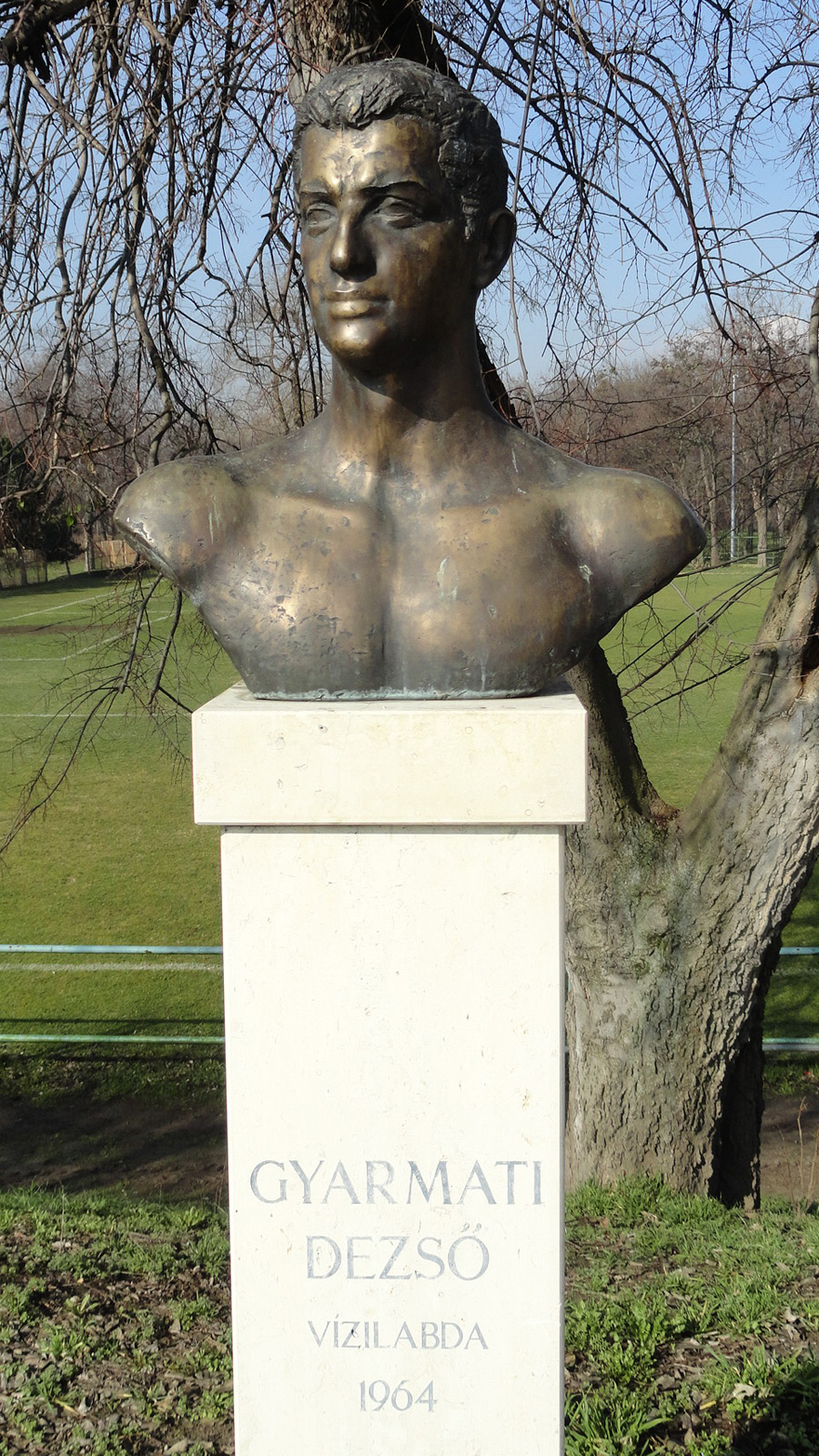
Büste von Dezső Gyarmati

Dezső Gyarmati [ˈdɛʒøː ˈɟɒrmɒti] (* 23. Oktober 1927 in Miskolc; † 18. August 2013 in Budapest) war ein ungarischer Wasserballspieler und -trainer.

## Karriere
Gyarmati war der erfolgreichste Wasserballspieler bei Olympischen Spielen überhaupt. Er wurde mit der ungarischen Wasserball-Nationalmannschaft Olympiasieger bei den Olympischen Spielen 1952, 1956 und 1964. Zusätzlich gewann er 1948 die Silbermedaille und 1960 Bronze. 1954 und 1962 war Gyarmati mit der ungarischen Mannschaft Europameister. Nachdem 1956 der Ungarische Volksaufstand blutig niedergeschlagen worden war, kehrte Gyarmati nach den Olympischen Spielen 1956 zunächst nicht nach Ungarn zurück, überlegte es sich dann aber doch noch. Gyarmati zählte mit seiner Bestzeit von 58,5 Sekunden über 100 m zu den schnellsten Wasserballspielern seiner Zeit. Er bestritt 108 Länderspiele für Ungarn.
Als Trainer wurde er mit der ungarischen Nationalmannschaft 1976 Olympiasieger, 1972 Olympiazweiter und 1980 Olympiadritter.

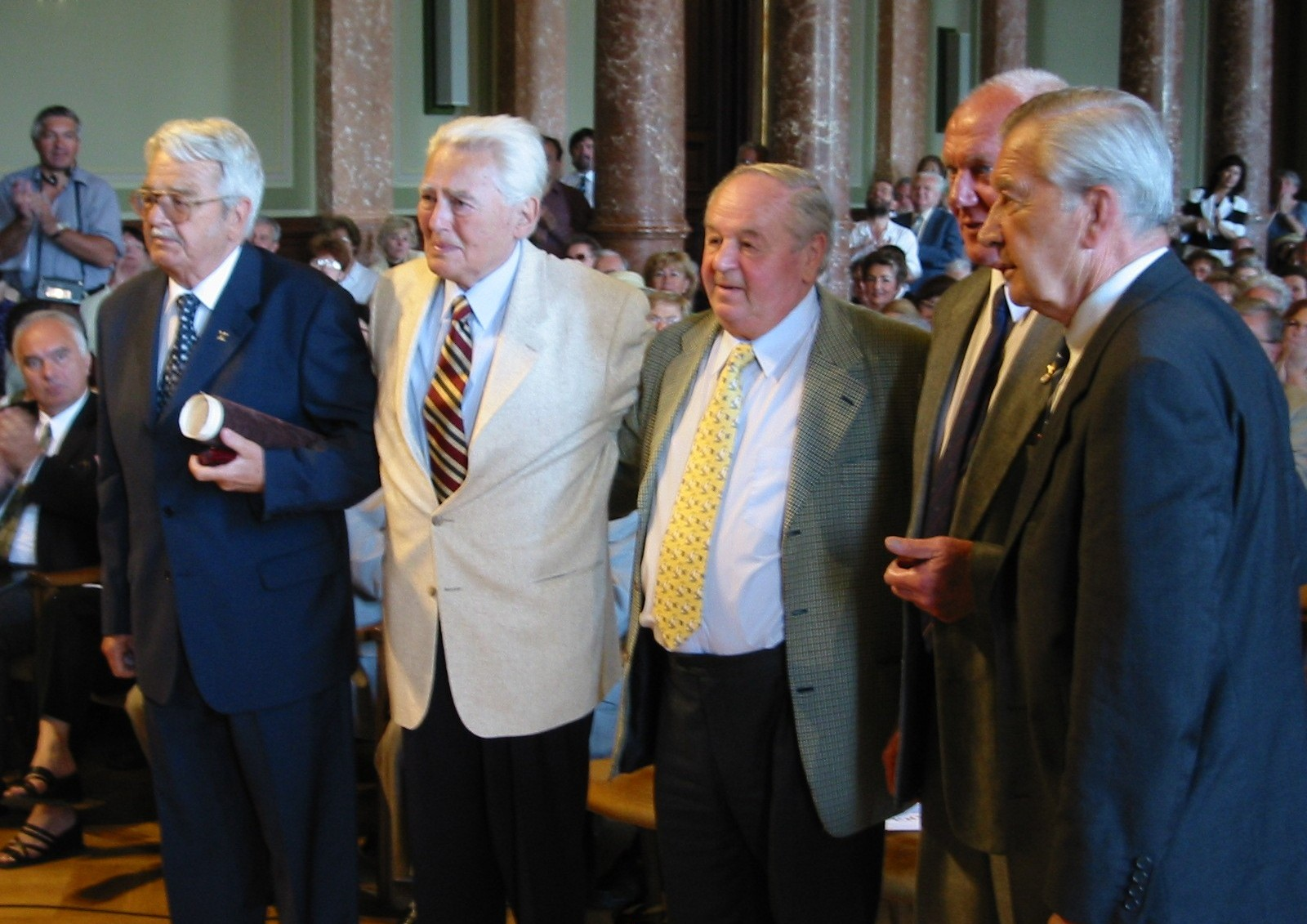
Fünf Olympiasieger von 1956 im Jahr 2004 (von links nach rechts): Jeney, Markovits, Kárpáti, Bolvári und Gyarmati

Dezső Gyarmati war mit der ungarischen Schwimmolympiasiegerin Éva Székely verheiratet (die Ehe wurde später geschieden). Ihre gemeinsame Tochter Andrea wurde 1970 Schwimmeuropameisterin und gewann bei den Olympischen Spielen 1972 zwei Medaillen.
Im Jahr 1976 wurde er in die Ruhmeshalle des internationalen Schwimmsports aufgenommen. Auch seine Frau und seine Tochter wurden mit dieser Ehrung bedacht. 2006 veröffentlichte er zusammen mit Gergely Csurka ein Buch zum olympischen Wasserballturnier 1956.